# Pat Serret
Pat Serret (ou Patrick Serrett selon l'ITF), né le 2 août 1960, est un joueur australien de tennis.

## Carrière
Titré en simple garçon à l'Open d'Australie 1978 face à Chris Johnstone.
Matchs sur le circuit principal de l'ATP : Auckland 1987 bat Nduka Odizor n°72 (6-3, 6-4) puis perd en 1/8 contre Carl Limberger (4-6, 4-6) ; Queen's 1981 perd contre Billy Martin (3-6, 6-7) 
Matchs sur le circuit Challenger : Beckenham 1980 bat Julio Goes (6-4, 3-6, 6-4) puis perd contre Leo Palin  (6-4, 3-6, 4-6) ; Nagoya 1979 perd contre Jun Kamiwazumi (6-7, 6-7)
En double demi-finale à Auckland et quart à Sydney en 1987 et 1/32 à l'US Open 1982.